# IZombie
Az iZombie 2015-ben bemutatott amerikai bűnügyi vígjáték-drámasorozat, melyet Rob Thomas és Diane Ruggiero-Wright alkotott meg a The CW számára. Alapjául a DC Comics azonos című képregénysorozata szolgált.
A sorozat 2019-ig futott, összesen 5 évad készült el belőle.

## Történet
Olivia "Liv" Moore fiatal, jegyben járó lány, akit egy hajópartin megkarmol egy zombi. Félbehagyja karrierjét és szakít jegyesével, majd egy halottasházban kezd el dolgozni, hogy könnyen hozzájusson emberi agyhoz. Viszonylag hamar le is bukik főnöke, Ravi Chakrabarti előtt, aki gyanította, hogy vannak zombik, ezért egyezséget kötnek. Az agyak elfogyasztása után látomása lesz egy adott hangra, amit az áldozat is hallott, ő pedig megtapasztalja az emlékeit. Legtöbb esetben gyilkosság áldozatai voltak, így társával Babineaux nyomozóval nekilát, hogy elkapja a gyanúsítottat.

## Szereplők

### Főszereplők
| Szerep                          | Színész         | Magyar hang                           |
| ------------------------------- | --------------- | ------------------------------------- |
| Olivia "Liv" Moore              | Rose McIver     | Tamási Nikolett                       |
| Clive Babineaux                 | Malcolm Goodwin | Maday Gábor                           |
| Ravi Chakrabarti                | Rahul Kohli     | Kisfalusi Lehel                       |
| Major Lilywhite                 | Robert Buckley  | Szabó Máté                            |
| Blaine DeBeers                  | David Anders    | Horváth Illés                         |
| Peyton Charles                  | Aly Michalka    | Roatis Andrea                         |
| Don Everhart                    | Bryce Hodgson   | Bor László                            |
| Dale Bozzio                     | Jessica Harmon  | ? (2–3. évad) Haffner Anikó (4. évad) |
| Gilda / Rita                    | Leanne Lapp     | Czető Zsanett                         |
| Chief                           | Andre Tricoteux | –                                     |
| Vaughn Du Clark                 | Steven Weber    | Rosta Sándor                          |
| Angus McDonough / Szeretet atya | Robert Knepper  | ?                                     |

### Vendég- és mellékszereplők
| Szerep             | Színész               | Magyar hang |
| ------------------ | --------------------- | --- |
| Cavanaugh nyomozó  | Robert Salvador       | ? (2. évad) Czvetkó Sándor (3. évadtól)                                                                          |
| Floyd Baracus      | Kurt Evans            | ? (2. évad 2–5. rész) Kapácsy Miklós (2. évad 12. rész) ? (2. évad 19. rész) Holl Nándor (3. évadtól)            |
| Eva Moore          | Molly Hagan           | ? |
| Evan Moore         | Nick Purcha           | ? |
| Suzuki hadnagy     | Hiro Kanagawa         | Bolla Róbert |
| Jackie             | Sarah Jane Redmond    | Orosz Anna |
| Julien Dupont      | Aleks Paunovic        | Kapácsy Miklós                                                                                                   |
| Lowell Tracey      | Bradley James         | Juhász Zoltán |
| Johnny Frost       | Daran Norris          | ? (1. évad 1. rész) Rosta Sándor (1. évad 11. rész) Papucsek Vilmos (2. évad 16. rész) Bolla Róbert (3. évadtól) |
| Sebastian Meyer    | Matthew MacCaull      | ? |
| Dante              | Sean Millington       | Kapácsy Miklós                                                                                                   |
| Ren Smith          | Blair Penner          | Joó Gábor |
| Carson McComb      | Ryan Hansen           | Bodrogi Attila                                                                                                   |
| Kaley Taylor       | Britt Irvin           | Kardos Eszter |
| Nate               | Levi Meaden           | ? |
| Cameron Henley     | Rhys Ward             | Penke Bence (1. évad 12. rész) Joó Gábor (1. évad 13. rész)                                                      |
| Teresa             | Bex Taylor-Klaus      | Hermann Lilla |
| Kimber Cooper      | Stephanie Bennett     | ? |
| Byron Thistlewaite | Adam Rose             | Joó Gábor |
| Brody Johnson      | Justin Prentice       | Joó Gábor |
| Randy Fellowes     | Nicholas Coombe       | Pál Dániel Máté                                                                                                  |
| Drake Holloway     | Greg Finley           | Varga Gábor |
| Wyatt Carver       | Zack Peladeau         | Czető Roland |
| Jordan             | Markian Tarasiuk      | Joó Gábor |
| Starlee Decker     | Skyler Day            | Laudon Andrea |
| Darcy              | Genevieve Buechner    | Kardos Eszter |
| Paul               | Wesley Salter         | Csuha Lajos |
| Lou Benedetto      | Enrico Colantoni      | Kapácsy Miklós                                                                                                   |
| Stacey Boss        | Eddie Jemison         | ? |
| Janko              | Colin Lawrence        | ? |
| Lorelei            | Jessica Lu            | Kardos Eszter |
| Trinity            | Karissa Tynes         | Kardos Eszter |
| Vivian Stoll       | Andrea Savage         | Törtei Tünde |
| Dr. Wyatt          | Chad Krowchuk         | Kapácsy Miklós                                                                                                   |
| Billy Cook         | Keith Blackman Dallas | Kapácsy Miklós                                                                                                   |
| Jimmy              | Ryan Beil             | ? (1–2. évad) Seder Gábor (3. évadtól)                                                                           |
| Winslow Sutcliffe  | Natalie Alyn Lind     | Hermann Lilla |
| Rick               | Panou                 | Kapácsy Miklós                                                                                                   |
| Ken                | Stephen Huszar        | Kapácsy Miklós                                                                                                   |
| Mitch Davis        | Joel Johnstone        | Vári Attila |
| Justin             | Tongayi Chirisa       | Gubányi György István                                                                                            |
| Jim Davies         | Gregory Calpakis      | Gubányi György István                                                                                            |
| Pete Aboud         | Graeme McComb         | Vári Attila |
| Tanner             | Nathan Barrett        | Timon Barna (4. évad 5. részig) ? (4. évad 9. résztől)                                                           |
| Zack               | Aidan Kahn            | Kapácsy Miklós                                                                                                   |
| Donald Thorne      | Serge Houde           | Bolla Róbert |
| Alpha Dale         | Kyle Rideout          | Pálmai Szabolcs                                                                                                  |
| Chase Graves       | Jason Dohring         | Kapácsy Miklós (3. évad 8–9. rész) Varga Rókus (3. évad 11. résztől)                                             |
| Geoff Johns        | Daniel Boileau        | Vári Attila |
| Mr. Huntsman       | Peter Kelamis         | Galbenisz Tomasz                                                                                                 |
| Clint Hicks        | Jason Schombing       | Kapácsy Miklós                                                                                                   |
| Dino               | Ryan Jefferson Booth  | ? Kapácsy Miklós (4. évad 1. rész)                                                                               |
| Prédikátor         | Art Kitching          | Kapácsy Miklós                                                                                                   |
| Dalton             | Ryan Devlin           | Juhász Zoltán |
| Bruce Holtz        | Chris Mackie          | Kapácsy Miklós (4. évad 3. rész) ? (4. évad 4. rész)                                                             |
| Furcsa zombi       | Nikolai Witschl       | Kapácsy Miklós                                                                                                   |
| Levon Patch        | Daniel Bonjour        | Bozsó Péter |
| Suki               | Melissa O'Neil        | Törtei Tünde |
| Enzo Lambert       | John Emmet Tracy      | Kapácsy Miklós                                                                                                   |
| Sloane Mills       | Laura Bilgeri         | Hermann Lilla |
| Wilson             | Nicholas Carella      | Kapácsy Miklós                                                                                                   |
| Seth               | Scott Patey           | Kapácsy Miklós                                                                                                   |
| Cain               | James Jordan          | Szokol Péter |
| Bill Charles       | Al Sapienza           | Rosta Sándor |
| Emily Charles      | Jill Teed             | ? |